# Chuvisca
Chuvisca egy község (município) Brazíliában, Rio Grande do Sul államban. 2021-ben népességét 5518 főre becsülték.

## Elnevezése
A chuvisca jelentése szemerkélő, szitáló eső. A sajátos domborzattal és zárt erdőkkel rendelkező környéken egész évben gyakori az eső és a pára, mocsarassá téve a területet. A település (később községközpont) 1954-ben hivatalosan is felvette a Chuvisca nevet, a Szent József (São José) kápolna oltárának felavatása alkalmából.

## Története
A környéket 1900 körül gyarmatosították német, lengyel, portugál bevándorlók, akik kezdetben megélhetési mezőgazdasággal foglalkoztak. Chuvisca települése a Dom Feliciano és Camaquã közötti út mentén alakult ki az itt áthaladó kereskedők és telepesek megállóhelyeként. 1995-ben függetlenedett Camaquãtól és 1997-ben önálló községgé alakult.

## Leírása
Székhelye Chuvisca, további kerületei nincsenek. Porto Alegretől 156 kilométerre fekszik. Gazdasága a mezőgazdaságra összpontosul, legfontosabb terménye a dohány. A népesség 95%-a vidéken lakik.